# 中云街道 (连云港市)
中云街道，是中华人民共和国江苏省连云港市连云区下辖的一个乡镇级行政单位。

## 行政区划
中云街道下辖以下地区：
西诸朝社区、魏庵社区、焦庄社区、范庄社区、新光社区、豫苑社区、山后社区、云门寺村、江庄村、东巷村、黄岭村、东诸朝村、隔村、金苏村、胜利村、开发区中心区社区和开发区高新区社区。